# العلاقات السعودية الإسواتينية
العلاقات السعودية الإسواتينية هي العلاقات الثنائية التي تجمع بين السعودية وإسواتيني.

## مقارنة بين البلدين
هذه مقارنة عامة ومرجعية للدولتين:
| وجه المقارنة                                              | السعودية      | إسواتيني                                   |
| --------------------------------------------------------- | ------------- | ------------------------------------------ |
| المساحة (كم2)                                             | 2.25 مليون    | 17.36 ألف                                  |
| عدد السكان (نسمة)                                         | 33.00 مليون   | 1.37 مليون                                 |
| الكثافة السكانية (ن./كم²)                                 | 14.67         | 78.92                                      |
| العاصمة                                                   | الرياض        | لوبامبا، مبابان                            |
| اللغة الرسمية                                             | اللغة العربية | لغة إنجليزية، لغة سوازي                    |
| العملة                                                    | ريال سعودي    | ليلانغيني سوازيلندي                        |
| الناتج المحلي الإجمالي (بليون دولار)                      | 683.83 مليار  | 4.41 مليار                                 |
| الناتج المحلي الإجمالي (تعادل القوة الشرائية) بليون دولار | 1.69 تريليون  | 11.13 مليار                                |
| الناتج المحلي الإجمالي الاسمي للفرد دولار أمريكي          | 20.48 ألف     | 3.20 ألف                                   |
| الناتج المحلي الإجمالي للفرد دولار أمريكي                 | 52.01 ألف     | 8.29 ألف                                   |
| مؤشر التنمية البشرية                                      | 0.837         | 0.531                                      |
| رمز المكالمات الدولي                                      | +966          | +268                                       |
| رمز الإنترنت                                              | .sa           | .sz                                        |
| المنطقة الزمنية                                           | ت ع م+03:00   | التوقيت القياسي لجنوب أفريقيا، ت ع م+02:00 |

## منظمات دولية مشتركة
يشترك البلدان في عضوية مجموعة من المنظمات الدولية، منها:
| علم المنظمة | اسم المنظمة                               | تاريخ انضمام السعودية | تاريخ انضمام إسواتيني |
| ----------- | ----------------------------------------- | --------------------- | --------------------- |
|             | يونسكو                                    | 4 نوفمبر 1946         | 25 يناير 1978         |
|             | البنك الدولي للإنشاء والتعمير             | 26 أغسطس 1957         | 22 سبتمبر 1969        |
|             | منظمة حظر الأسلحة الكيميائية              | ?                     | ?                     |
|             | الأمم المتحدة                             | 24 أكتوبر 1945        | 24 سبتمبر 1968        |
|             | مؤسسة التمويل الدولية                     | 18 سبتمبر 1962        | 22 سبتمبر 1969        |
|             | المركز الدولي لتسوية المنازعات الاستشارية | 7 يونيو 1980          | 14 يوليو 1971         |
|             | وكالة ضمان الاستثمار متعدد الأطراف        | 12 أبريل 1988         | 18 أبريل 1990         |
|             | الاتحاد البريدي العالمي                   | ?                     | ?                     |
|             | مؤسسة التنمية الدولية                     | 30 ديسمبر 1960        | 22 سبتمبر 1969        |
|             | منظمة الشرطة الجنائية الدولية             | 13 يونيو 1956         | ?                     |
|             | منظمة التجارة العالمية                    | 11 نوفمبر 2005        | ?                     |
|             | البنك الإفريقي للتنمية                    | 4 أغسطس 1963          | ?                     |
|             | الاتحاد الدولي للاتصالات                  | 7 فبراير 1949         | 11 نوفمبر 1970        |

## وصلات خارجية
- موقع وزارة الخارجية السعودية